# 松田詩野
松田詩野（日语：／ Matsuda Shino，2002年8月13日—）是一名日本女子冲浪运动员，出生於神奈川縣茅崎市。

## 生平
由於故鄉神奈川縣茅崎市瀕臨大海，雙親曾從事長板和趴板衝浪，也因此她6歲時就參加了茅崎市當地的衝浪課程，並在上課第一天就以驚人的速度掌握了衝浪技巧。小學六年級時，她取得了日本衝浪聯盟短板衝浪1級、2級認證。2015年進入茅崎市立第一中學校就讀，2016年7月在夢屋衝浪運動會田原公開賽上取得日本職業衝浪聯盟職業選手資格，並獲得第三名。同年的第51屆全日本衝浪錦標賽上，她也摘下女子組冠軍。此後，她開始參加世界衝浪聯盟賽事，於WSL JAPAN第7戰「TRUMP Hyuga Pro」獲得首座職業賽冠軍。同時，她也入選U-18日本代表隊，參加葡萄牙亚速尔群岛舉行的2016年世界青少年衝浪錦標賽，在第三輪比賽淘汰出局。
2017年，她獲得WSL JAPAN女子青少年年度冠軍。2017年和2018年，她連續兩年在世界衝浪聯盟排名亞洲女子選手當中名列第一。2018年，考慮到職業選手須參加世界各地比賽，因此進入了一所函授高中就學。期間她得到了WSL Q1000一宮千葉公開賽女子組冠軍，也參加了在杭亭頓海灘舉辦的2018年世界青少年衝浪錦標賽，奪得女子U-16組銀牌、團體金牌。
2019年5月，她在釣崎海岸舉辦的第一屆日本衝浪公開賽上擊敗中鹽佳那等好手，成為首屆女子冠軍。同年9月，參加了在日本宮崎縣木崎濱海岸舉行的2019年世界衝浪錦標賽，獲得女子組第15名，為亞洲選手當中最高排名。
2020年3月，被選為芭比娃娃模特兒，是繼黑柳徹子、大坂直美後第三位日本人獲選為芭比娃娃模特兒。2021年3月，從飛鳥未來高等學校畢業。

## 人物
- 歌手西野加奈2017年推出的《Girls（日语：Girls (西野カナの曲)）》MV當中以「女子運動員未來之星」登場[1]。
- 父親和姐姐都喜歡漫畫，她也因此經常看漫畫。最喜歡的作品是《我們這一家》[2]。

## 外部連結
- 官方网站
- Shino Matsuda - World Surf League
- 松田詩野マネジメント（株式会社ケイズプロジェクト）
- 松田詩野的Instagram帳戶
- 松田詩野的X（前Twitter）